# Cabanac-Cazaux
Cabanac-Cazaux ist eine französische Gemeinde mit 130 Einwohnern (Stand 1. Januar 2022) im Département Haute-Garonne in der Region Okzitanien (zuvor Midi-Pyrénées). Die Einwohner werden als Cabanacois bezeichnet.

## Geographie
Die Gemeinde liegt im Comminges, elf Kilometer südlich von Saint-Gaudens, am Fuße der Pyrenäen und am Fluss Job.
Nachbargemeinden sind: Encausse-les-Thermes, Aspet, Izaut-de-l’Hôtel, Payssous und Régades.

## Geschichte
Der Ort gehörte lange Zeit zur Gemeinde Encausse-les-Thermes.
Die Gemeinde Cabanac-Cazaux wird durch die Ortsteile Cabanac und Cazaux gebildet, die jeweils ein Schloss besaßen. Nur noch die Ruinen des Schlosse von Cazaux sind erhalten. 

## Bevölkerungsentwicklung
| Jahr                      | 1962 | 1968 | 1975 | 1982 | 1990 | 1999 | 2006 | 2011 | 2015 | 2019 |
| ------------------------- | ---- | ---- | ---- | ---- | ---- | ---- | ---- | ---- | ---- | ---- |
| Einwohner                 | 82   | 74   | 87   | 94   | 106  | 108  | 108  | 128  | 128  | 128  |
| Quelle: Cassini und INSEE |      |      |      |      |      |      |      |      |      |      |

## Sehenswürdigkeiten
- Kirche Sainte-Cathérine, erbaut im 19. Jahrhundert
- Wassermühle aus dem 18. Jahrhundert